# Verwaltungsgemeinschaft Elbe-Ehle-Nuthe

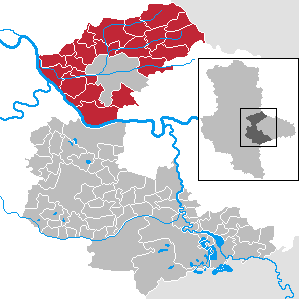
Lage der Verwaltungsgemeinschaft Elbe-Ehle-Nuthe im Landkreis Anhalt-Bitterfeld

In der Verwaltungsgemeinschaft Elbe-Ehle-Nuthe des Landkreises Anhalt-Bitterfeld waren 21 Gemeinden (darunter eine Stadt) zur Erledigung ihrer Verwaltungsgeschäfte zusammengeschlossen. Die VG wurde am 1. Januar 2005 aus den aufgelösten Verwaltungsgemeinschaften Loburg, Vorfläming und Zerbster Land gebildet. Der Verwaltungssitz befand sich in der Stadt Zerbst, die selbst nicht Mitglied der VG war. Am 1. Juli 2007 verließen Hobeck, Loburg, Lübs, Prödel, Rosian, Schweinitz und Zeppernick im Zuge der Kreisgebietsreform 2007 die Verwaltungsgemeinschaft und schlossen sich dem Landkreis Jerichower Land an.
Am 1. Januar 2010 wurde die Verwaltungsgemeinschaft Elbe-Ehle-Nuthe aufgelöst. Alle 21 Gemeinden schlossen sich der Einheitsgemeinde Stadt Zerbst/Anhalt an.
Die Verwaltungsgemeinschaft hatte eine Fläche von 389,3 km² und 9376 Einwohner (31. Dezember 2006).

## Geographie
Mit 24 Einwohnern je km² gehört das Ehle-Nuthe-Gebiet zu den am dünnsten besiedelten Regionen in Deutschland.
Das Gebiet der Verwaltungsgemeinschaft erstreckte sich – wie aus dem Namen ersichtlich – über die Einzugsgebiete der drei Flüsse. Durch das Ausscheiden von sieben Gemeinden am 1. Juli 2007 lag die Ehle nun außerhalb der Verwaltungsgemeinschaft. Die Elbe bildete die Südwestgrenze der VG zum Salzlandkreis. Die drei Quellflüsse der Nuthe (nördliche, mittlere und südliche Nuthe) lagen bis zur Vereinigung fast vollständig im Bereich der Verwaltungsgemeinschaft, ebenso der Lauf der Nuthe von Zerbst bis zur Mündung in die Elbe. Im Nordosten grenzte das Gebiet der VG an Brandenburg, im Osten an den Landkreis Wittenberg und im Südosten an die Stadt Dessau-Roßlau.
Von Nordosten nach Südwesten fällt das Gelände des Hohen Fläming (Gorrenberge 179 m ü. NHN) über den Vorfläming bis zum Elbtal (zirka 50 m ü. NN) allmählich ab.

## Wappen und Flagge

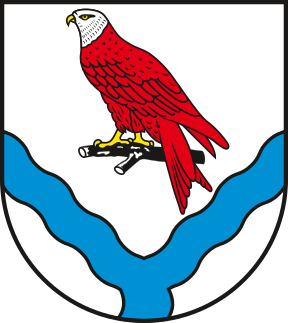
Wappen der ehemaligen Verwaltungsgemeinschaft

Das Wappen der Verwaltungsgemeinschaft hatte der Magdeburger Diplom-Designer Ernst Albrecht Fiedler entworfen.
Wappenbeschreibung
„In Silber über einer erniedrigten blauen Wellendeichsel ein auf einem gestümmelten schwarzen Ast stehender roter Milan mit silbernem Kopf, goldenem Auge und goldener Bewehrung.“
Flaggenbeschreibung
„Die Flagge der Verwaltungsgemeinschaft ist rot – weiß gestreift. Das Wappen der Verwaltungsgemeinschaft ist mittig auf der Flagge aufgelegt.“

## Die ehemaligen Mitgliedsgemeinden mit ihren Ortsteilen
- Bornum mit Garitz, Kleinleitzkau und Trüben
- Buhlendorf
- Deetz
- Dobritz
- Gehrden
- Gödnitz mit Flötz
- Grimme mit Golmenglin
- Güterglück mit Trebnitz
- Hohenlepte mit Badetz, Kämeritz und Tochheim
- Jütrichau mit Pakendorf und Wertlau
- Leps mit Eichholz und Kermen
- Stadt Lindau mit Kerchau, Lietzo, Neue Sorge, Quast und Vordamm
- Moritz mit Moritzer Mühle, Schora und Töppel
- Nedlitz mit Hagendorf
- Nutha mit Niederlepte und Siedlung Nutha
- Polenzko mit Bärenthoren und Mühro
- Reuden/Anhalt
- Steutz mit Steckby
- Straguth mit Badewitz und Gollbogen
- Walternienburg mit Ronney
- Zernitz mit Kuhberge und Strinum